# Prats-de-Carlux
Prats-de-Carlux település Franciaországban, Dordogne megyében. Lakosainak száma 487 fő (2022. január 1.). Prats-de-Carlux Simeyrols, Carlux, Calviac-en-Périgord, Saint-Vincent-le-Paluel és Sainte-Nathalène községekkel határos.

## Népesség
A település népességének változása:
| Lakosok száma | 354  | 437  | 420  | 505  | 530  | 552  | 547  | 529  | 529  | 487  |
|               | 1968 | 1982 | 1990 | 2006 | 2013 | 2015 | 2017 | 2019 | 2020 | 2022 |